# بويس براون
بويس براون (بالإنجليزية: Boyce Brown)‏ هو عازف جاز أمريكي، ولد في 16 أبريل 1910 في شيكاغو في الولايات المتحدة، وتوفي في 30 يناير 1959.

## وصلات خارجية
- بويس براون على موقع ميوزك برينز (الإنجليزية)
- بويس براون على موقع ديسكوغز (الإنجليزية)